# 通用頂級域
| 最初创立的通用顶级域                           | 最初创立的通用顶级域                             |
| 通用頂級域                                     | 用途                                             |
| ---------------------------------------------- | ------------------------------------------------ |
| .com                                           | 商業機構；現無限制                               |
| .edu                                           | 供教育機構使用                                   |
| .gov                                           | 供美國政府的聯邦、州及地方各級部門使用           |
| .mil                                           | 供美國軍事機構使用                               |
| .net                                           | 原供網絡服務供應商使用；現無限制                 |
| .org                                           | 原供不屬於其他通用頂級域類別的組織使用；現無限制 |
| IANA - 完整的顶级域列表 （页面存档备份，存于） |                                                  |

通用頂級域（英語：Generic top-level domain，缩写为）是互聯網名稱與數字地址分配機構（IANA）管理的頂級域（TLD）之一。該機構專門負責互聯網的域名系統。
互聯網名稱與數字地址分配機構現界定了以下各組的頂級域：
- 基礎建設頂級域（.arpa）
- 國家及地區頂級域（ccTLD）
- 國際頂級域（IDN）
  - 国际化国家及地区顶级域
- 通用頂級域（gTLD）

通用頂級域主要由.com、.info、.net及.org等域名組成。同時，.biz、.name及.pro亦可視作「通用」性質，但這些域名指定為「限制」級別，規定申請者須提供資格證明。

## 歷史
通用頂級域在1985年1月創立，當時共有6個通用頂級域，主要供美國使用：
- .com - 供商業機構使用
- .edu - 供教育機構使用
- .gov - 供政府及其屬下機構使用
- .mil - 供軍事機構使用
- .net - 供網絡服務供應商使用
- .org - 供不屬於其他通用頂級域類別的組織使用

雖然.net在原本有關域名系統的RFC文件中並沒有被列出，它在首批通用頂級域名創立時被加入。.com、.net與 .org雖然在早期曾被訂立指定用途，但現在皆開放供任何人作任何用途。
1988年11月，另一個通用頂級域.int開始使用。此域名的建立是為回應北大西洋公約組織（NATO）的要求，建立一個域名以反映其國際組織的特點。域名亦原本計劃被用於部份互聯網基建資料庫，如.ip6.int，即 .in-addr.arpa的IPv6版本。但在2000年5月，互聯網建構局（Internet Architecture Board）建議關閉.int對新基建資料庫的申請。未來所有新的資料庫需使用.arpa建立（與TLD以前的系統相同），現有的亦將在可能的情況下移動到.arpa，令IPv6反搜尋使用.ip6.arpa。
1990年代中期，出現了要求增加通用頂級域的壓力，IANA的管理人約翰·波思泰爾（Jon Postel）邀請有興趣的機構提出申請。1995年初，波思泰爾草擬了「波思泰爾草案」(Draft Postel)，一個互聯網草案，內容關於創立新域名登記人及新頂級域名的程序。草案創立了多個小型委員會以審批新頂級域名。由於對域名興趣的提高，多家大型機構在互聯網協會的庇護下接收了程序管理工作。這些改變包括設立一家名為International Ad Hoc Committee （IAHC）的臨時組織。1997年2月4日，IAHC發表了一份報告，忽視「波思泰爾草案」的建議，並改為建議設立7個新通用頂級域名（.arts、.firm、.info、.nom、.rec、.store及 .web）。但在美國政府的干預之下，進展停止，沒有任何新域名誕生。
1998年10月，互聯網名稱與數字地址分配機構 （Internet Corporation for Assigned Names and Numbers，ICANN）成立並接收管理域名的工作。在提出建議書（2000年8月15日）及短暫的公眾諮詢期後，ICANN在2000年11月16日公佈其選擇的7個新通用頂級域名：
- .aero
- .biz
- .coop
- .info
- .museum
- .name
- .pro

這些新通用頂級域名在2001年6月開始使用，在同年年底，除.pro以外皆已建立，而 .biz、.info與.museum已全面運作，.name與.coop則在2002年1月全面運作，.aero亦於同年後期全面運作。.pro在2002年5月成為新通用頂級域名，但至2004年6月才全面運作。
ICANN正建議加入新通用頂級域，由一些贊助頂級域開始。申請期由2003年12月15日至2004年3月16日止，並收到10份申請。至2005年6月，ICANN公佈多個新通用頂級域，詳情仍在研究中：
- .cat
- .jobs
- .mobi
- .post
- .tel
- .travel
- .xxx
- .kid

建議中的.mail仍在研究中，亦第二次提出.tel的建議。
ICANN曾經於2007年建立了國際化頂級域名測試網域，包括、.ИСПЫТАНИЕ、إختبار.、.δοκιμή等，此批域名文字皆為各語言當中的「測試」之意。在測試結束之後，此批頂級域名功成身退，已經於2013年10月31日廢止。

## 現在使用中的通用頂級域
下面的通用頂級域名屬目前存在的  (加上.arpa，有時被認為是通用頂級域之一)：
通用（generic）
- .com - 供商業機構使用，但無限制
- .net - 原供網絡服務供應商使用，現無限制
- .org - 原供不屬於其他通用頂級域類別的組織使用，現無限制

通用限制（generic-restricted）
- .info - 供資訊性網站使用，但無限制
- .biz - 供商業使用
- .name - 供家庭及個人使用
- .pro - 供部份專業使用

贊助（sponsored）
- .aero - 供航空運輸業使用
- .asia - 供亞太地區的公司、組織及個人使用
- .cat - 供加泰羅尼亞語/文化使用
- .coop - 供聯合會 (cooperatives)使用
- .edu - 供教育機構使用
- .gov - 供美國政府及其屬下機構使用
- .int - 供由條約而成立的國際性機構使用
- .jobs - 供求職相關網站使用
- .mil - 供美國軍事機構使用
- .mobi - 供手提電話等裝置網站使用
- .museum - 供博物館使用
- .post - 供郵政服務使用
- .tel - 供連接電話網絡與互聯網的服務使用
- .travel - 供旅行社、航空公司、酒店及旅遊協會等機構使用
- .xxx - 供色情網站使用

## 非官方TLD及建議
各組織及商業機構建議了不少新的通用頂級域，部份更非正式地被建立，但並未能正常運作，包括.berlin  （页面存档备份，存于）、.sco 、.love  （页面存档备份，存于）等。

## 外部連結
- IANA - 完整的頂級域列表 （页面存档备份，存于）